# Low Life
«Low Life» — песня, записанная американским репером и композитором Фьючером с его 4-го студийного альбома Evol, вышедшая 1 марта 2016 года в качестве первого сингла на лейблах A1, Freebandz и Epic при участии канадского исполнителя The Weeknd. Песня была написана Nayvadius Wilburn, Abęl Tesfaye, Leland Wayne, Benjamin Diehl, Jason Quenneville, продюсеры Metro Boomin, Ben Billions, DaHeala и The Weeknd. Тираж сингла в США превысил 2 млн копий и он получил 2-кр. платиновый статус RIAA.

## Коммерческий успех
24 декабря 2015 года исполнители Фьючер и The Weeknd впервые сообщили о будущем сингле через Twitter и через Instagram.
4 февраля 2016 года Фьючер анонсировал релиз нового четвёртого студийного альбома EVOL. Он опубликовал список 11 треков альбома, который включал песню "Low Life". Альбом EVOL вышел 6 февраля.
«Low Life» достиг позиции № 18 на Billboard Hot 100 (дебютировал 27 февраля 2016 года на позиции № 52 ) и позиции № 6 в чарте Hot R&B/Hip-Hop Songs. К апрелю 2016 года тираж сингла превысил 247,300 копий в  США. В США тираж сингла превысил 2 млн копий и он получил 2-кр. платиновый статус Recording Industry Association of America (RIAA).

## Отзывы
Включена в итоговый список Лучшие синглы США 2016 года по версии Billboard (позиция № 30).

## Музыкальное видео
Видео на песню вышло 25 марта 2016 года на канале Vevo в YouTube. В качестве камео в клипе появились French Montana и Belly. К маю 2019 года клип просмотрели более 525 млн зрителей.

## Чарты
| Чарт (2016)                           | Наивысшая позиция |
| ------------------------------------- | ----------------- |
| Австралия (ARIA)                      | 96                |
| Канада (Billboard Canadian Hot 100)   | 25                |
| Франция (SNEP)                        | 77                |
| Нидерланды (Single Top 100)           | 97                |
| Sweden Heatseeker (Sverigetopplistan) | 1                 |
| Швейцария (Schweizer Hitparade)       | 72                |
| США (Billboard Hot 100)               | 18                |
| США (Billboard Hot R&B/Hip-Hop Songs) | 6                 |
| США (Billboard Hot Rap Songs)         | 3                 |
| США (Billboard Rhythmic)              | 10                |

| Чарт (2016)               | Позиция |
| ------------------------- | ------- |
| Канада (Canadian Hot 100) | 72      |
| США US Billboard Hot 100  | 30      |

## Продажи сингла
| Регион | Сертификация  | Продажи   |
| --- | ------------- | --------- |
| Австралия (ARIA) | Платиновый    | 70 000    |
| Канада (Music Canada) | 6× Платиновый | 480 000   |
| Дания (IFPI Danmark) | Платиновый    | 90 000    |
| Франция (SNEP) | Золотой       | 66 666    |
| Германия (BVMI) | Золотой       | 200 000   |
| Польша (ZPAV) | Золотой       | 25 000    |
| Швеция (GLF) | Платиновый    | 40 000    |
| Великобритания (BPI) | Платиновый    | 600 000   |
| США (RIAA) | 8× Платиновый | 8 000 000 |
| Стриминг |               |           |
| Греция (IFPI Greece) | Платиновый    | 2 000 000 |
| Данные о продажах + прослушиваниях приведены только на основе сертификации. · Данные только о прослушиваниях приведены на основе сертификации. |               |           |